# ストリート・プロフィッツ
ストリート・プロフィッツ（The Street Profits）は、アメリカ合衆国のプロレス団体WWEに登場する、モンテス・フォードとアンジェロ・ドーキンスによるユニットである。

## 来歴

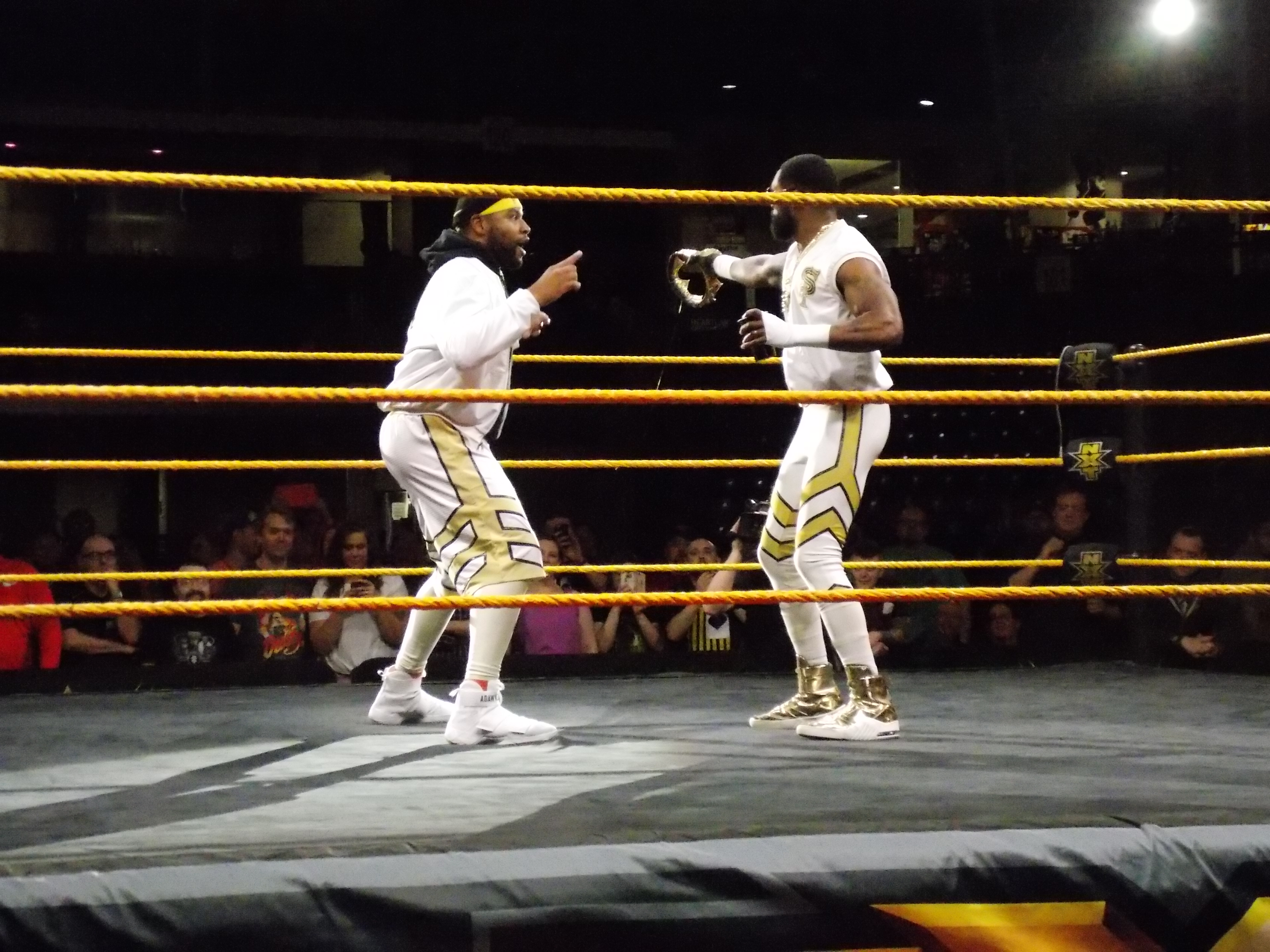
2019年のストリート・プロフィッツ

モンテス・フォードとアンジェロ・ドーキンスは、2016年3月16日のNXTにてデビューした。デビュー戦の試合でハイプ・ブラザーズに敗れた。2017年7月12日クロフォードは、ドーキンスとチームを組んだ。名前は、ストリート・プロフィッツ (Street Profits)。ストリート・プロフィッツは、メトロ・ブラザーズに勝利した。　その後、イーリー・ツインズ、リディック・モスとサビー・ピシテリそして他のレスラーに連勝した。その後、ハービー・マシナリー(タッカーとオーティス・ドーゾビッチ)と対戦して、勝利した。2019年、再び、ダスティー・ローズ・タッグチーム・クラシックに出場し、ムッシュ・マウンテンの試合に敗れた。NXTの5月1日、ストリート・プロフィッツは、バイキング・レイダーズ(エリックとアイバー)と対戦したが、試合の途中、オニー・ローカンとダニー・バーチがリング上に入った。それにより、この試合は、中止となった。ストリート・プロフィッツは、オニー・ローカンとダニー・バーチと対戦した。その試合でストリート・プロフィッツは、初めて、NXTタッグチーム王座となった。8月15日、再びオニー・ローカンとダニー・バーチと対戦したが、タイトルを失った。

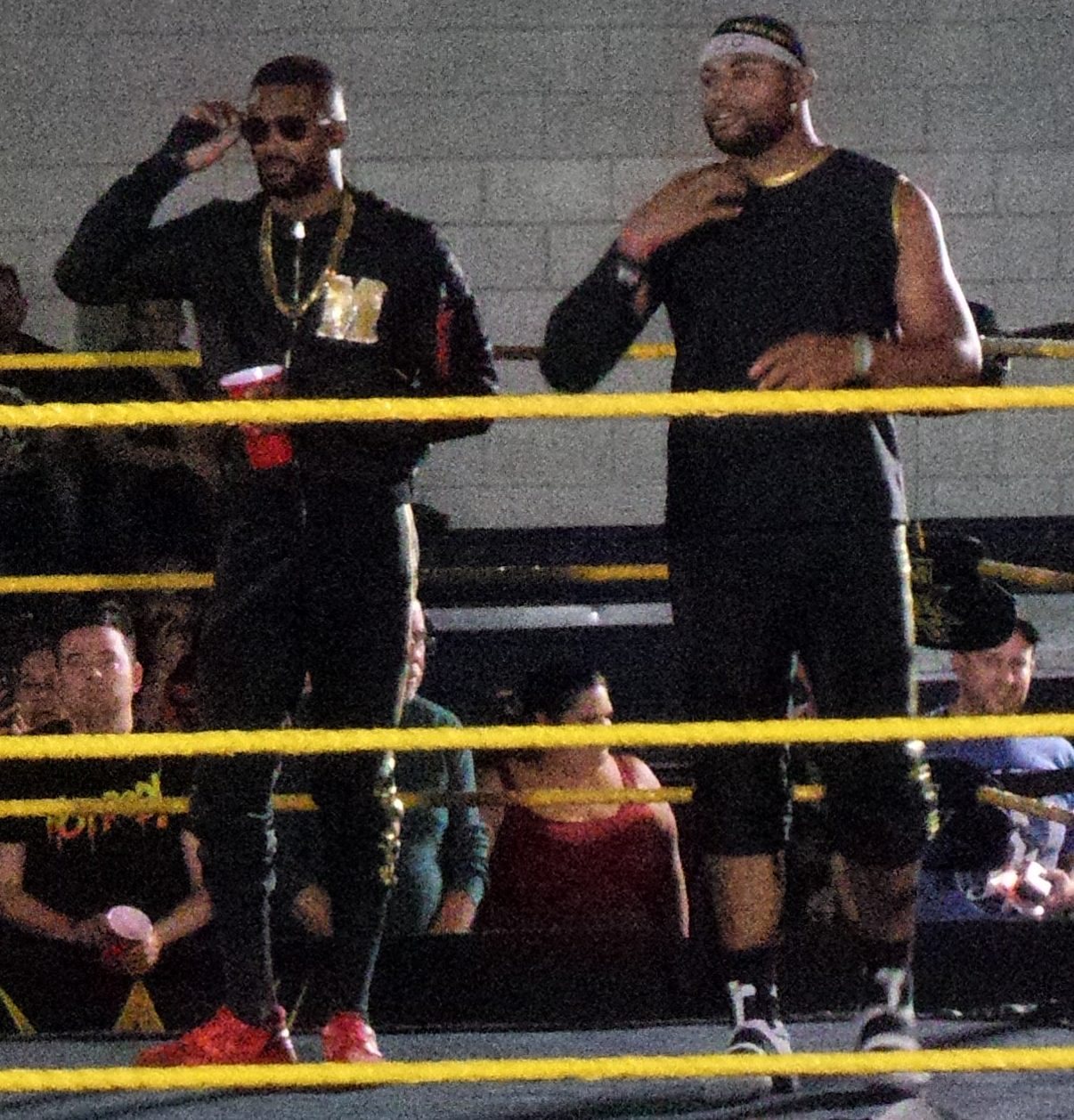
2020年のストリート・プロフィッツ

### WWE
2020年7月1日ストリート・プロフィッツは、WWEに出演を始めた。クロフォードは、リングネームをケネス・クロフォードからモンテス・フォードに変更した。10月にストリート・プロフィッツは、ドラフトに選ばれた。その日、ロウのハウスショーに出演した。10月21日デビュー戦でストリート・プロフィッツは、グッド・ブラザーズ(ルーク・ギャローズとカール・アンダーソン)と対戦して、デビュー戦の勝利を飾った。サバイバー・シリーズで10人のバトルロイヤルで優勝者ダーティ・ドッグス(ロバート・ルードとドルフ・ジグラー)によってリング外に落とされた。12月9日ストリート・プロフィッツは、WWE・ロウ・タッグチーム王座であるバイキング・レイダースと対戦した。この試合は、敗北した。2020年2月17日、ケビン・オーエンズとバイキング・レイダース、セス・ロリンズとマーフィーが対戦していた。その試合後、ストリート・プロフィッツが登場した。ストリート・プロフィッツは、セス・ロリンズとマーフィーと対戦した。その試合で勝利した。エリミネーション・チェンバーでセス・ロリンズとマーフィーと対戦してタイトルを守った。ストリート・プロフィッツは、レッスルマニア36でエンジェル・ガーザとオースティン・セオリーに勝利してタイトルを守った。ストリート・プロフィッツは、10月のドラフトでスマックダウンに選ばれたためWWE・スマックダウン・タッグチーム王座である、ニュー・デイと交換した。その日、ニュー・デイとの試合で勝利した。勝利したことにより両方のタッグチームタイトルを獲得した。ストリート・プロフィッツは、ルードとジグラーと対戦して勝利した。2月26日サミ・ゼインとキング・コービンに勝利した。ルードとジグラーと再び対戦したが、タイトルを守ることができなかった。6月11日フォードは、オーティスから肋骨骨折をした。ドーキンスは、オーティスと対戦した。フォードは、ケガから回復した。1月1日RK-Broと対戦したがタイトルを奪われた。ロイヤルランブルでは、フォードは、＃6　ドーキンスは、＃10で登場したが両者オモスにリング外に落とされた。レッスルマニア38の第二夜、アルファ・アカデミー、RK-Broと対戦したが、タイトルを獲得できなかった。7月2日のマネー・イン・ザ・バンクで、ストリート・プロフィッツは、ウーソズとWWEアンディスピューテッド・タッグチーム王座をかけて王座戦を行ったが敗北。9月3日のクラッシュ・アット・ザ・キャッスルで、ストリート・プロフィッツは、マッドキャップ・モスとチームを組み、アルファ・アカデミーとオースティン・セオリーに勝利。
2023年1月28日のロイヤルランブルで、両者ともに、男子ロイヤルランブルマッチに参加し、ドーキンスが#11、フォードが#23で出場したが、ドーキンスは、ブロック・レスナー、フォードは、ダミアン・プリーストによって排除された。2月6日、フォードは、イライアスを破り、エリミネーション・チェンバー戦の出場権を獲得したが、ドーキンスは、別の予選試合でダミアン・プリーストと対戦したが、敗北。エリミネーション・チェンバーで、フォードは、試合途中の負傷により、タイトルを獲得できなかった。

## 獲得タイトル
WWE

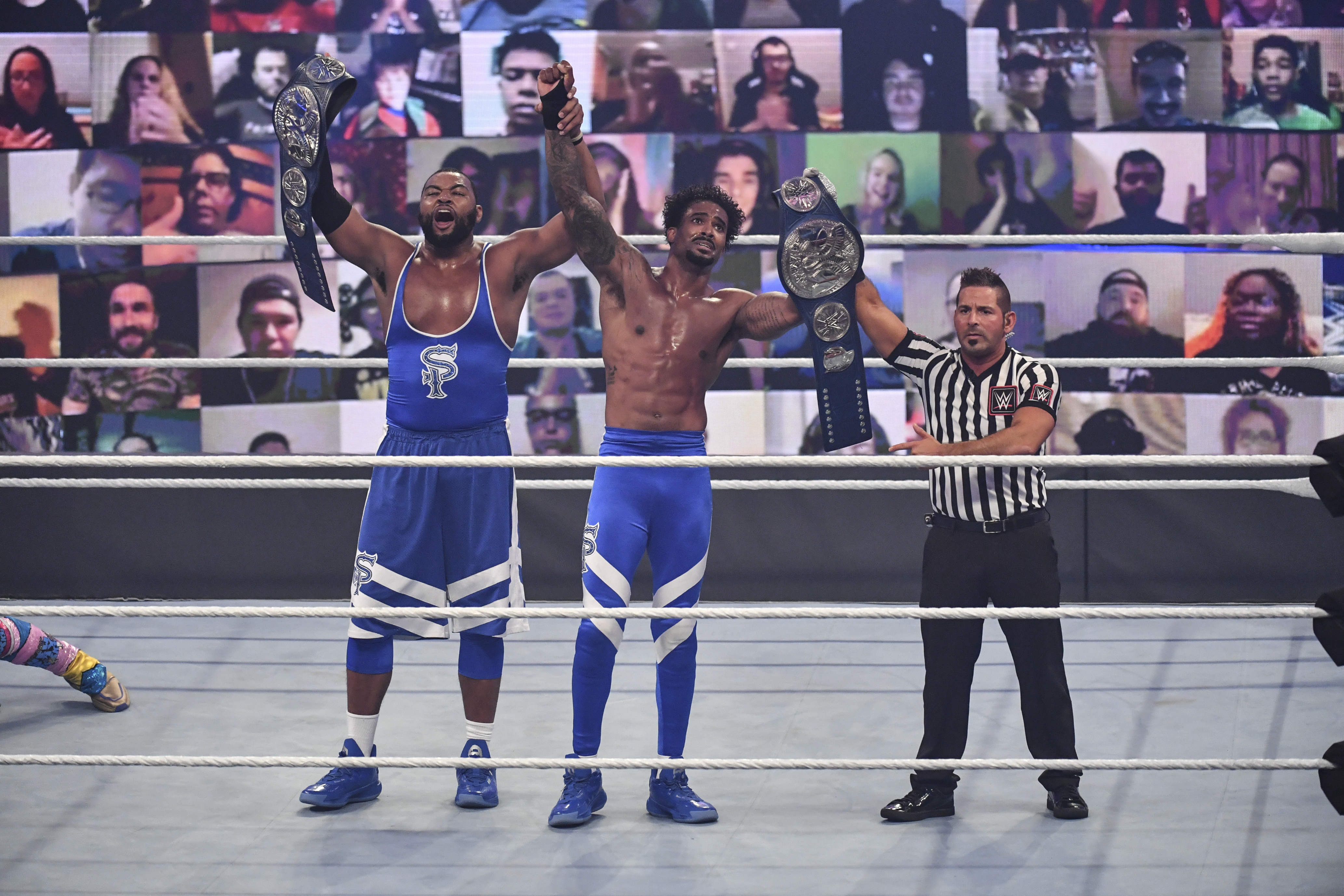
WWE・スマックダウン・タッグチーム王座を獲得したストリート・プロフィッツ

- WWE・スマックダウン・タッグチーム王座 : 1回
- WWE・ロウ・タッグチーム王座 : 1回
- NXTタッグチーム王座 : 1回

## 入場曲
- Bring The Swag 現在使用中